# Dawidia chińska

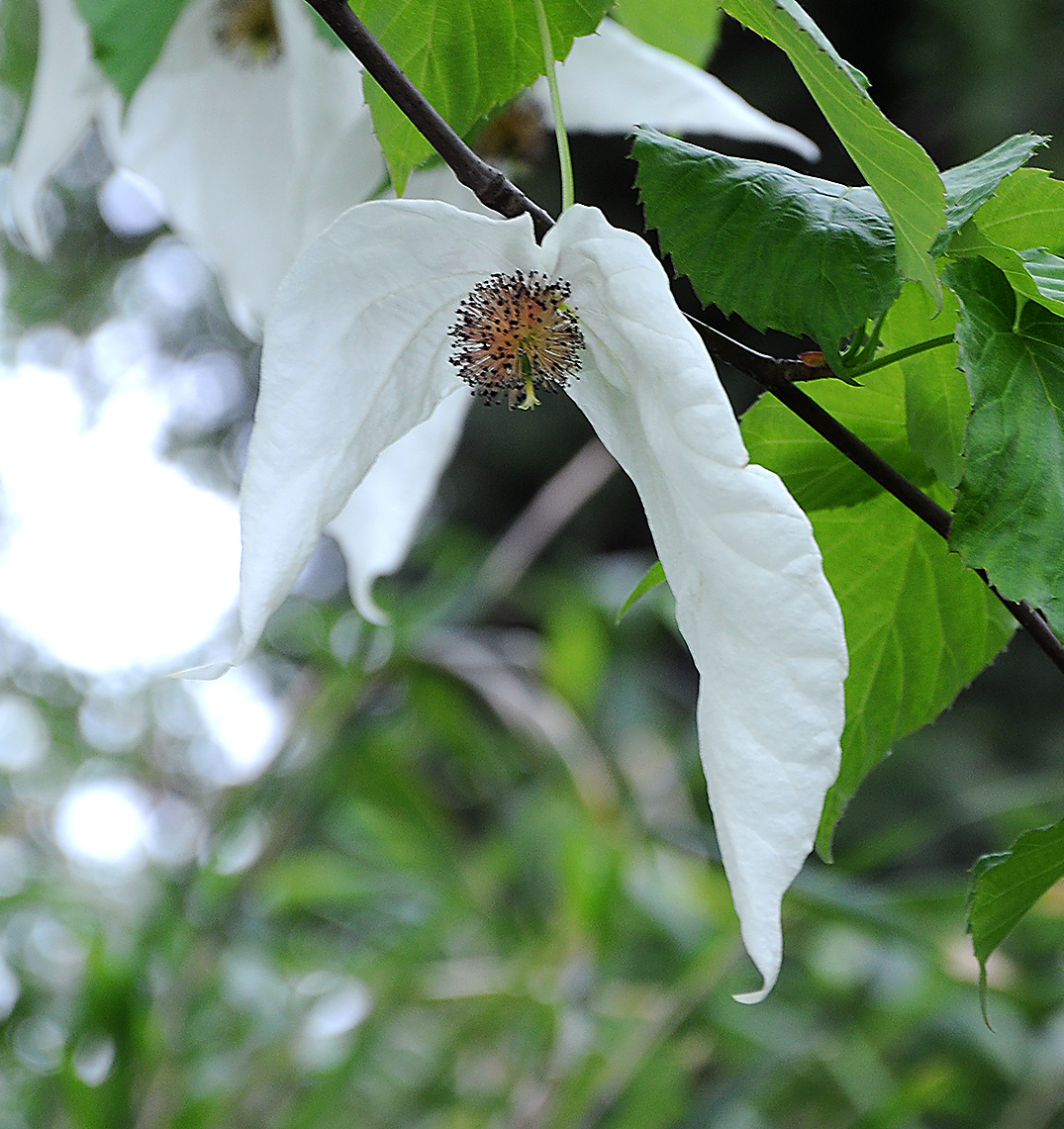
Kwiatostan z białą podsadką

Dawidia chińska (Davidia involucrata Baill.) – gatunek drzewa z rodziny błotniowatych. Jest jedynym przedstawicielem monotypowego rodzaju dawidia (Davidia Baill., Adansonia 10: 114. 15 Aug 1871). Zasięg obejmuje południową część Chin, gdzie rzadko spotykany jest w prowincjach Kuejczou, w zachodniej części Hubei i Hunan, Syczuan i w Junnan. Rośnie w mieszanych lasach górskich na wysokościach od 1100 do 2600 m n.p.m. Jako gatunek rzadki w naturze umieszczony jest w Czerwonej Księdze Roślin Chin. Drzewo sadzone jako ozdobne z powodu efektownych, białych podsadek, które są powodem określania go potocznie mianem drzewa chusteczkowego.

## Morfologia

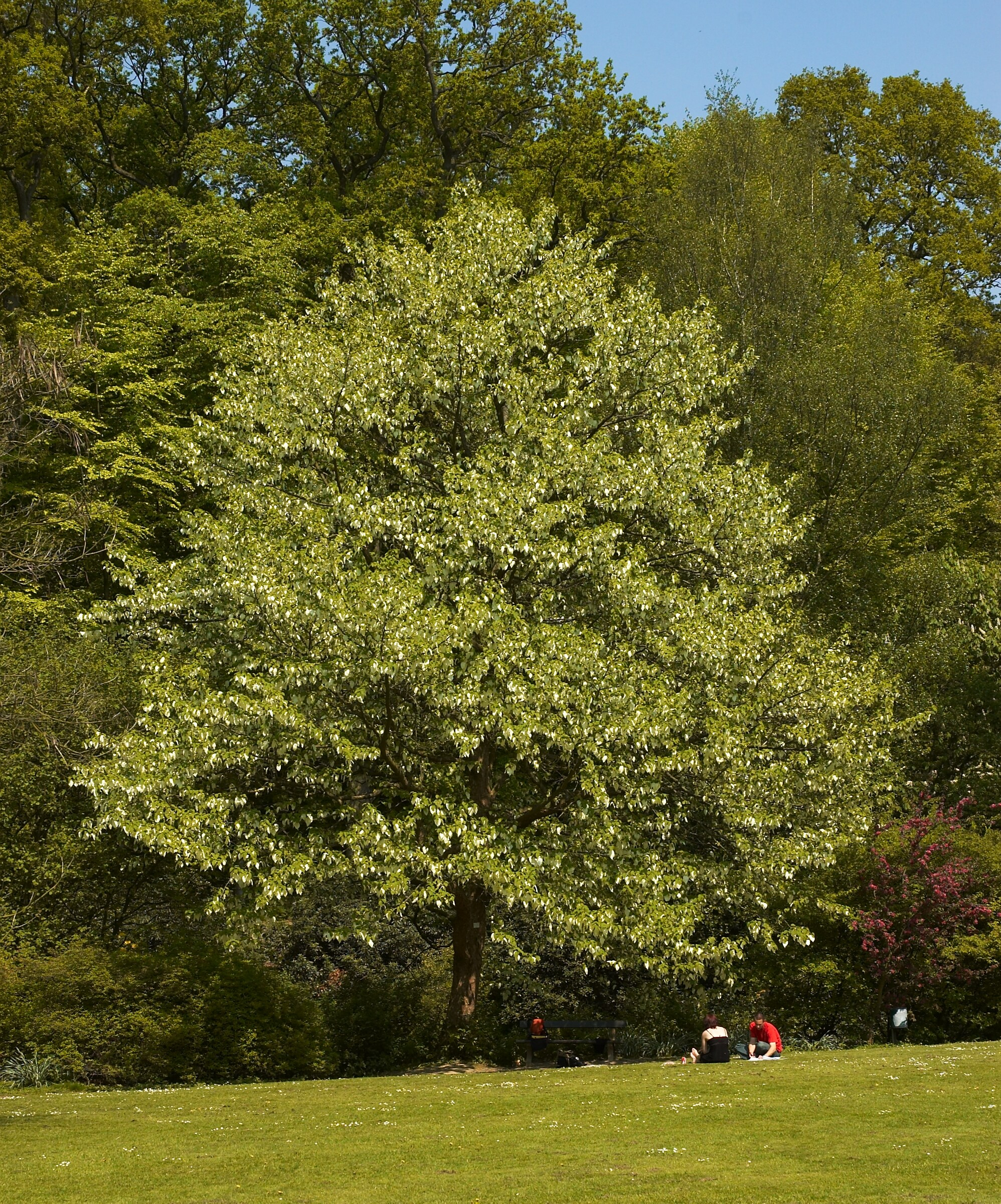
Pokrój
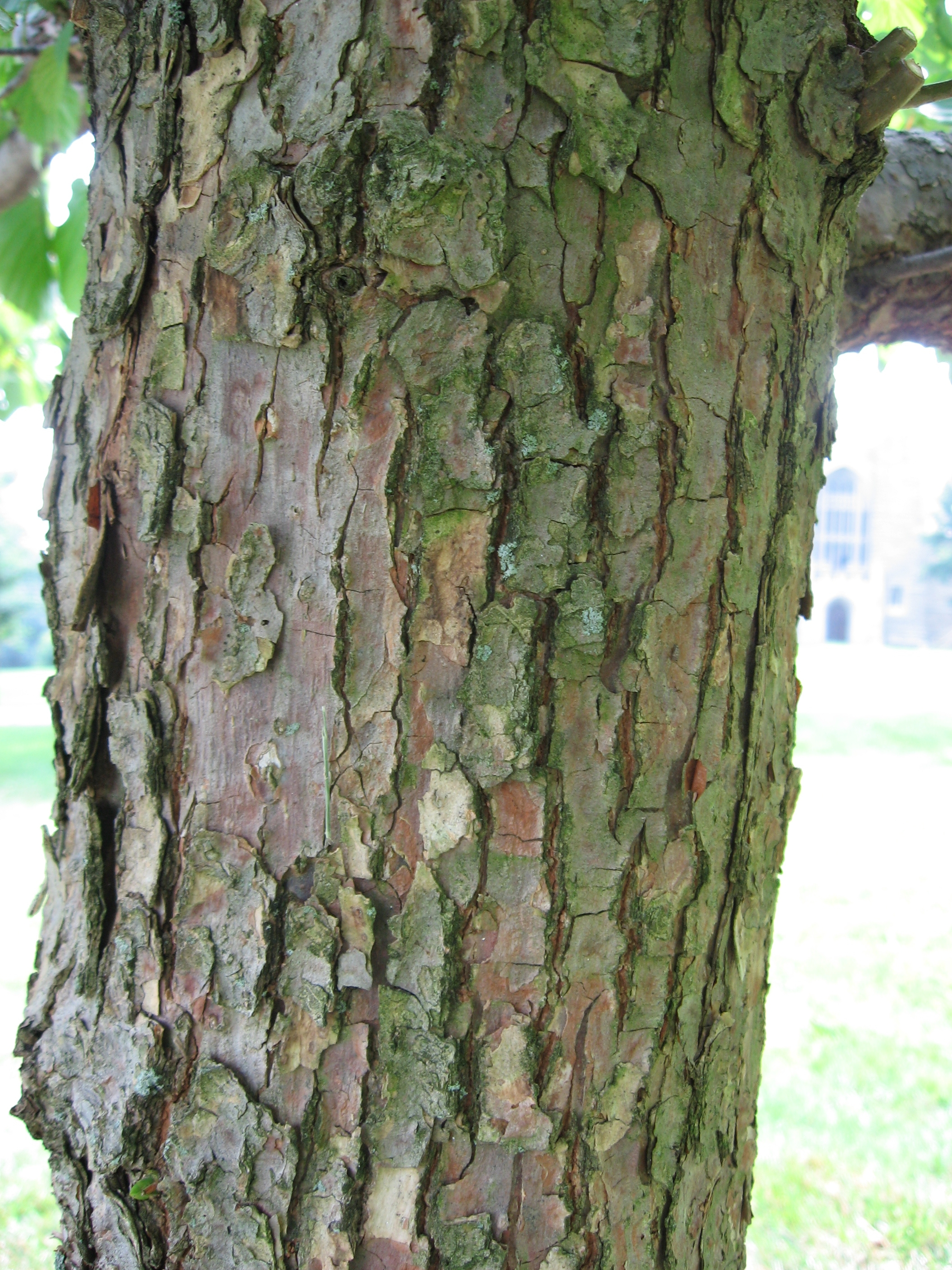
Kora
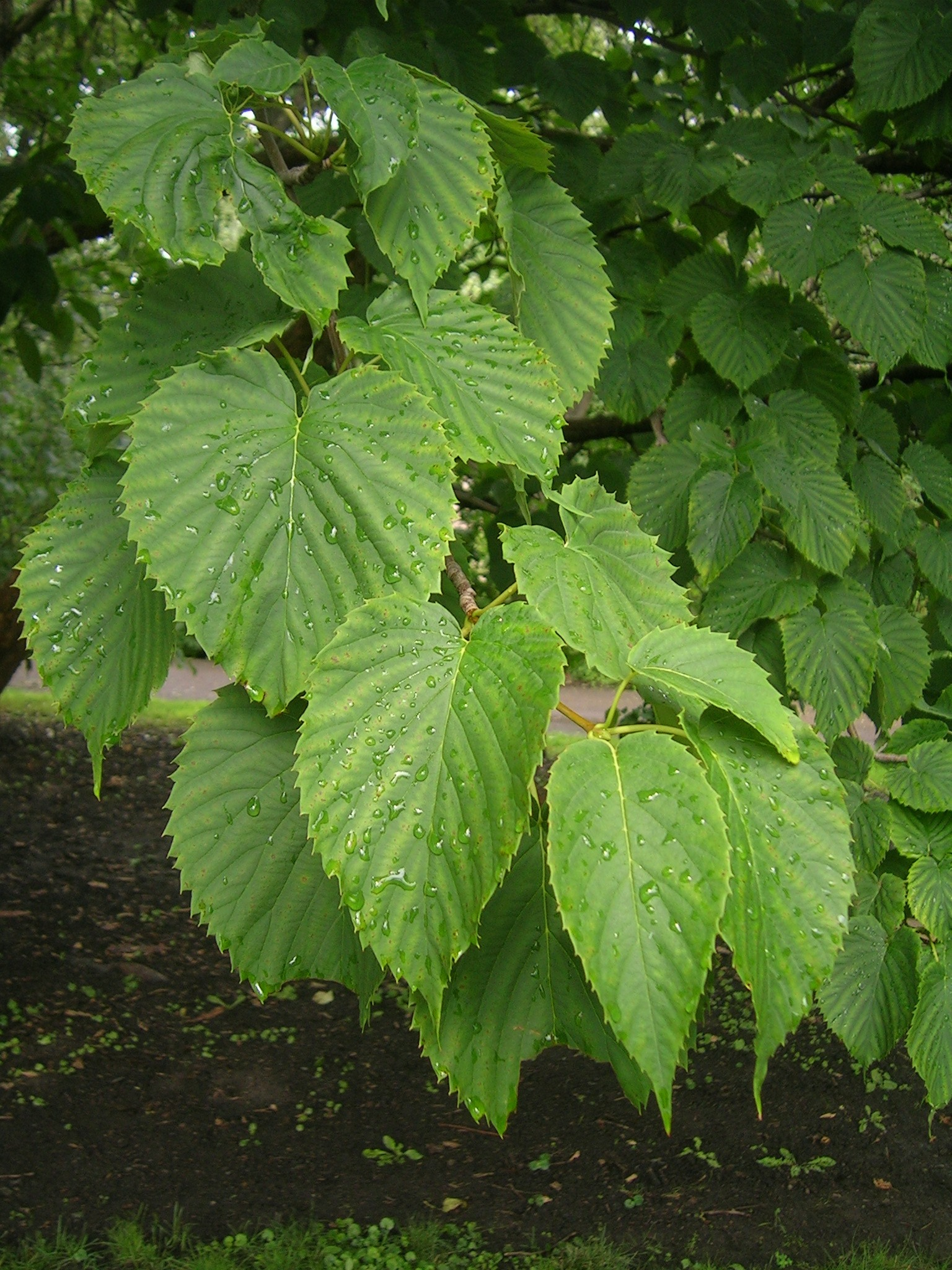
Liście
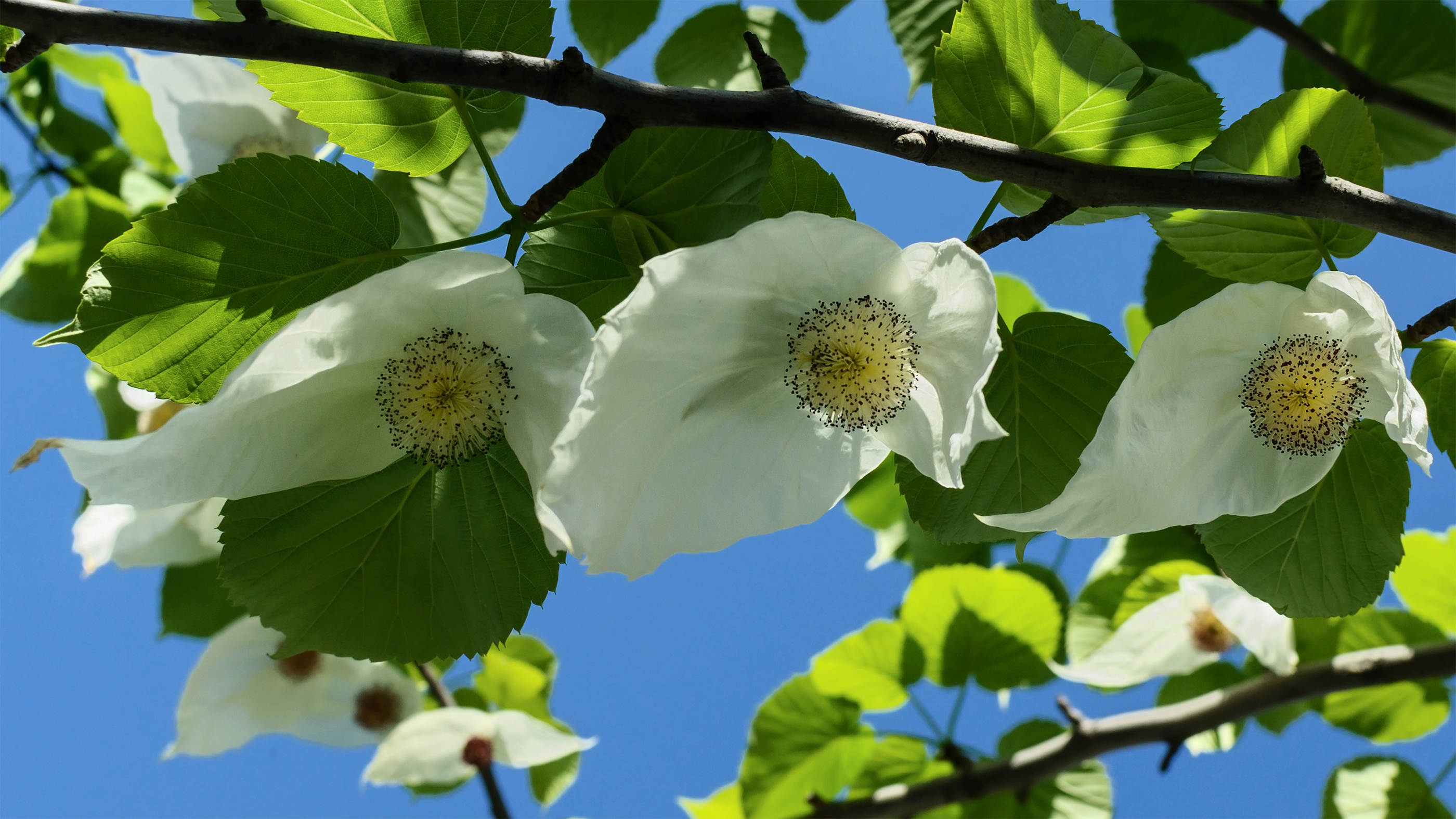
Kwiaty
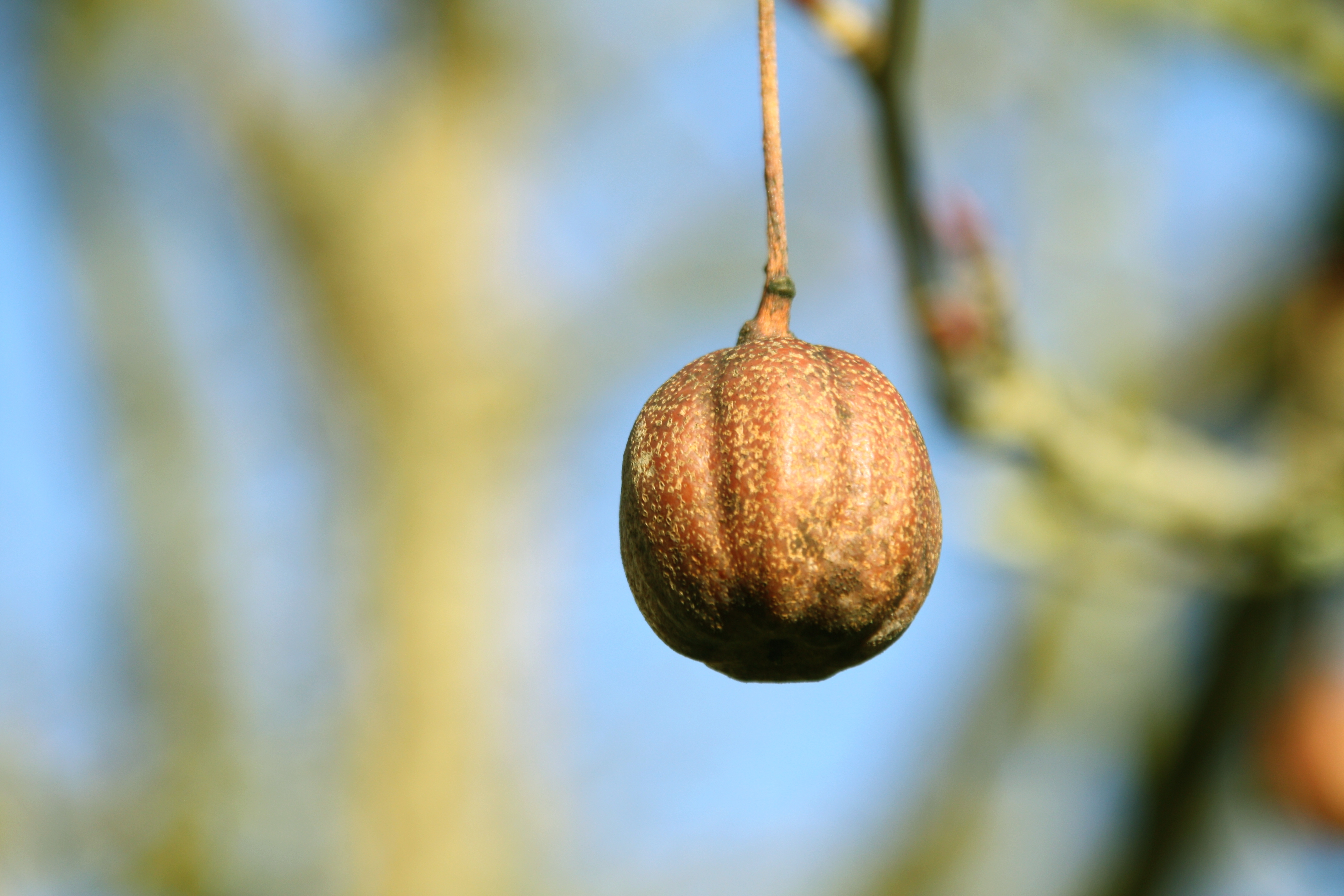
Owoc

PokrójDrzewo osiągające w swojej ojczyźnie wysokość do 20 m, uprawiane w Europie Środkowej dorasta do ok. 10 m. Koronę ma szeroką i rozłożystą.
LiścieOpadające na zimę, skrętoległe. Osadzone na czerwonych ogonkach o długości od 3,5 do 7 cm. Blaszka liściowa jasnozielona, błyszcząca, szeroka, okrągłojajowata, u nasady sercowata, na szczycie zaostrzona, na brzegu ząbkowano-piłkowana. Osiąga 8-15 długości i 7-12 cm szerokości. Od spodu liście są gęsto owłosione, z wyraźnym użyłkowaniem.
KwiatyRozwijają się w maju i czerwcu, zebrane są główki. W obrębie kwiatostanu tylko jeden, szczytowy kwiat jest żeński lub obupłciowy, pozostałe to kwiaty męskie. Zawierają one po 1–7 pręcików z nagimi nitkami i czerwonymi pylnikami i pozbawione są płatków. Kwiat płodny ma drobne, nierówne listki okwiatu. Zalążnia jest dolna, 6-10-komorowa, z pojedynczym zalążkiem w każdej komorze. Szyjka słupka jest krótka i tęga, na szczycie rozdzielona na 6-10 łatek, ze znamieniem zagłębionym. Kuliste kwiatostany wsparte są dwiema białymi, zrośniętymi podsadkami osiągającymi do 20 cm długości. Zakwitają drzewa po osiągnięciu ok. 20 roku życia.
OwoceJajowate lub elipsoidalne pestkowce purpurowo-zielone lub jasnobrązowe, żółto punktowane. Mają mięsisty mezokarp i twardy endokarp. Zawierają po 3–5 nasion.

## Zastosowanie
Roślina ozdobna, efektowna zwłaszcza podczas obfitego zazwyczaj kwitnienia. Gatunek uważany jest za kolekcjonerski.

## Uprawa
WymaganiaMłode pędy są uszkadzane przez mróz i młode rośliny do 5 roku życia wymagają okrywania. Stare drzewa są odporne na mróz. Gatunek uprawiany powinien być w miejscach ciepłych i słonecznych, osłoniętych od wiatru. W Polsce zalecany jest do uprawy tylko w zachodniej części kraju. Wymaga gleb świeżych, najlepiej żyznych i próchnicznych gleb. Źle znosi suszę.
RozmnażanieWegetatywnie gatunek może być rozmnażany przez sadzonki zielne podczas lata. Siew nasion wykonywany jest bezpośrednio po ich zbiorze do skrzynek lub inspektów. W okresie zimowym nasiona wymagają jarowizacji, po czym kiełkują w czerwcu kolejnego roku. Drzewa rosnące w Polsce zawiązują nasiona zdolne do kiełkowania.